# Byronosaurus
Byronosaurus är ett släkte med småvuxna dinosaurier (underordningen Theropoda) som man hittat fossil av i Mongoliet, där den tros ha levt under senare delen av Campanian-skedet för cirka 70 milj. år sedan. Den är dåligt känd, eftersom man än så länge bara hittat en skalle, några kotor, bitar av bakbenen och några ben från foten.
Eftersom fynden efter Byronosaurus är så dåligt bevarade, vet man inte så mycket om hur den såg ut. Det är dock troligt att den var mycket lik de flesta andra Troodontider (såsom Sinornithoides, Troodon och Jinfengopteryx): långa bakben, gracila framben med långa fingrar, en lång och tunn svans, och kroppen täckt av fjädrar. Foten hade med största sannolikhet den karaktäristiska uppfällbara II tån med krökt klo som utmärker alla deinonychosaurier. Man känner till en stor del av skallen från Byronosaurus, som är mycket typisk för Troodontidae, med lång, smal nos. Den har rader av små vassa tänder, som saknar sågtandad kant (som annars är mycket vanlig bland theropoder). Den hade troligen stora ögon och välutvecklad hjärna, liksom dess närmaste släktingar.